# Grijze scherpsnuithaai
De grijze scherpsnuithaai (Rhizoprionodon oligolinx) is een vis uit de familie van roofhaaien (Carcharhinidae), orde grondhaaien (Carcharhiniformes), die voorkomt in het westen van de Indische Oceaan, het oosten van de Indische Oceaan en het noordwesten en de Grote Oceaan.

## Anatomie
De grijze scherpsnuithaai kan een lengte bereiken van 70 centimeter. Het lichaam van de vis heeft een langgerekte vorm.De vis heeft twee rugvinnen en één aarsvin.

## Leefwijze
De grijze scherpsnuithaai is een zoutwatervis die voorkomt in een tropisch klimaat. De soort is voornamelijk te vinden in getijdestromen en zeeën. De diepte waarop de soort voorkomt is maximaal 36 meter onder het wateroppervlak.
Het dieet van de vis bestaat hoofdzakelijk uit dierlijk voedsel, waarmee het zich voedt door te jagen op macrofauna en vis.
De grijze scherpsnuithaai is voor de visserij van aanzienlijk commercieel belang.